# 전북인쇄전자센터
전북인쇄전자센터는 인쇄전자 산업화 및 R&D 지원을 위한 공정·장비·분석 서비스를 비롯한 관련분야의 연구개발 및 전문 인력양성을 위해 설립된 전자부품연구원 소속 인쇄전자전문 연구기관이다. 전북특별자치도 전주시 덕진구 반룡로 111에 위치하고 있다.

## 조직

### 전북인쇄전자센터장
- 인쇄전자연구팀
- 운영지원팀
- 나노기술집적센터
- 차세대자동차전장센터
- 에코창업보육센터

## 같이 보기
- 전자부품연구원